# John Ritto Penniman
Pour les articles homonymes, voir Penniman.
John Ritto Penniman, né en 1782 à Milford dans le Massachusetts et mort le 15 octobre 1841 à Baltimore dans le Maryland, est un peintre américain.

## Œuvres

### Galerie

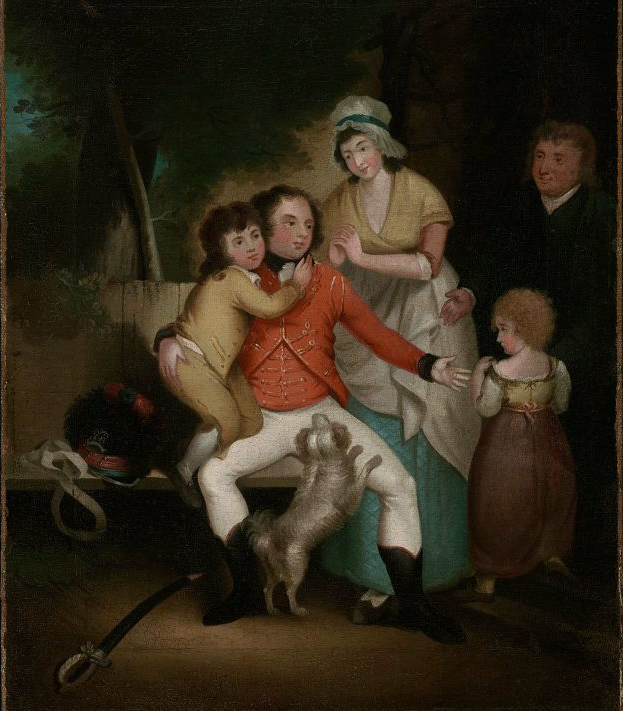
Family Group (1798)
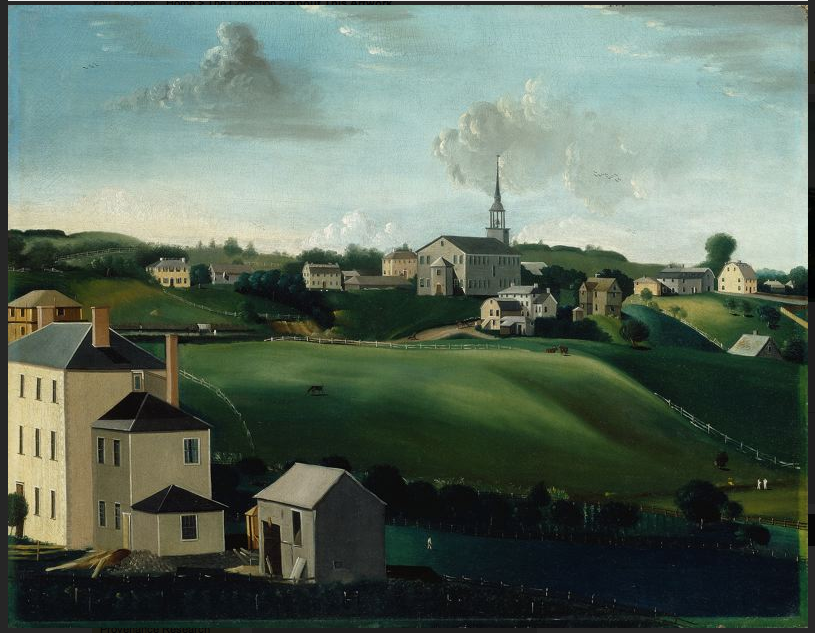
Meetinghouse Hill, Roxbury, Massachusetts (1799)
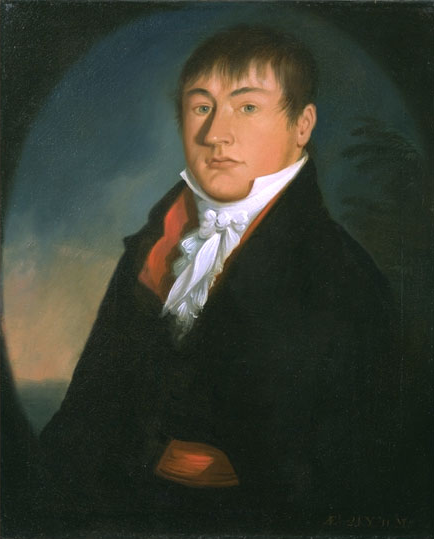
Portrait of a Man (1804)
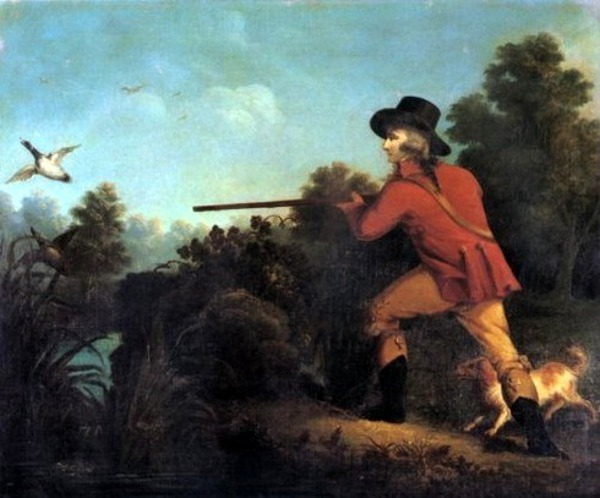
The Duck Hunter (v. 1805)
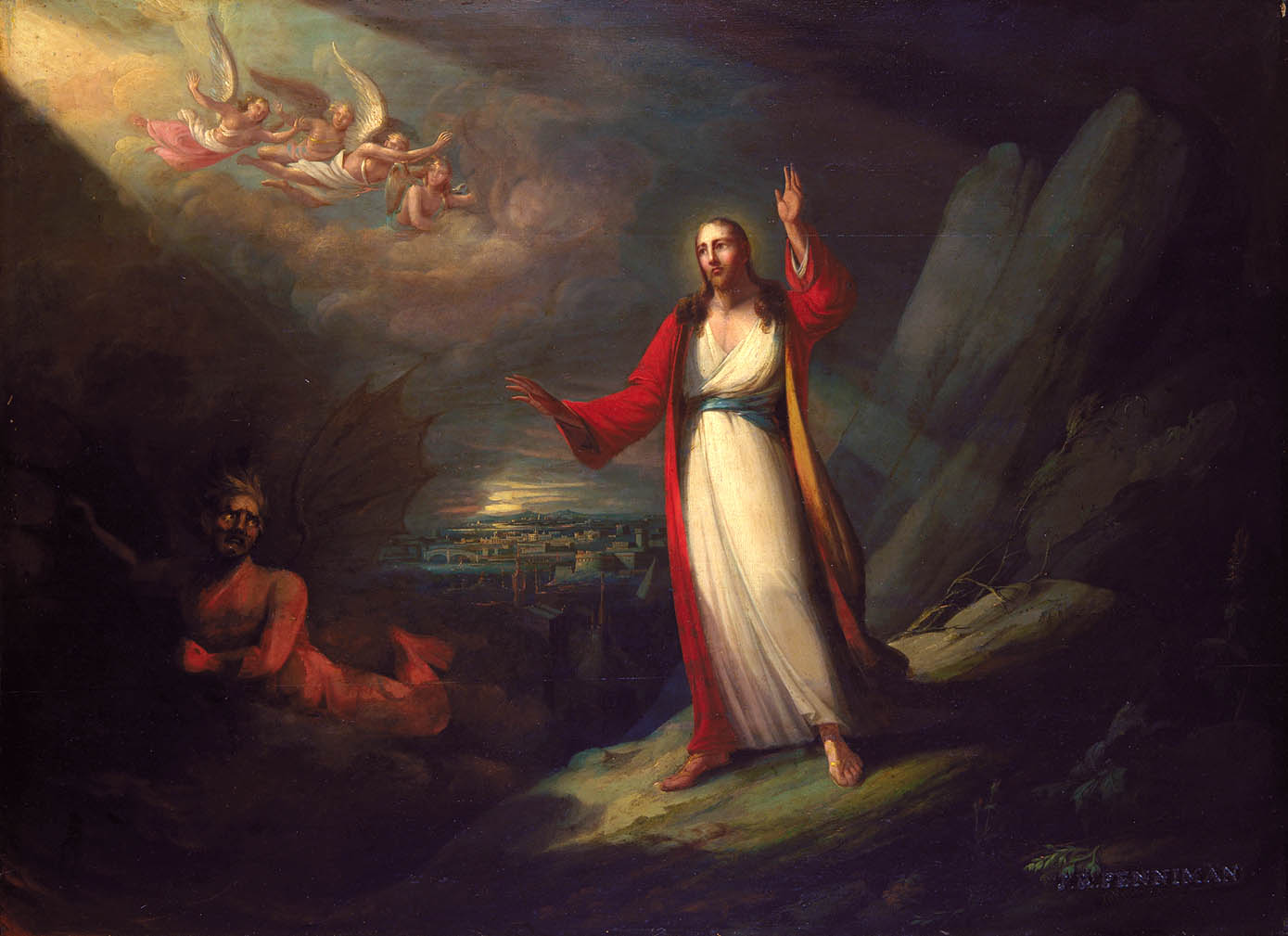
Christ Tempted by the Devil (1818)
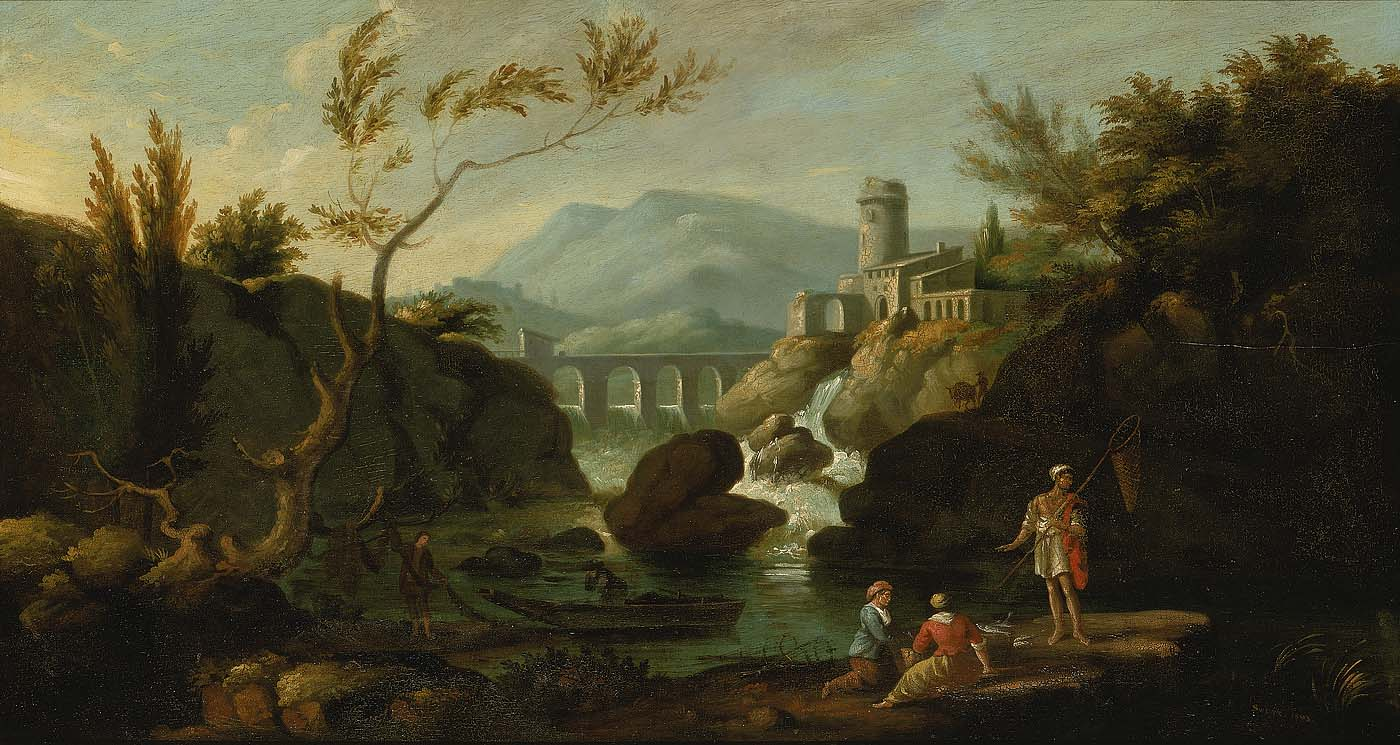
Classical Landscape (v. 1822-1826)
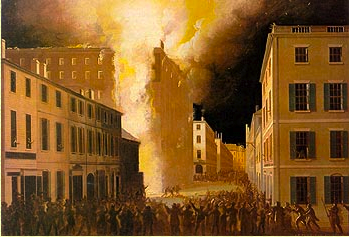
Conflagration of the Boston Exchange Coffee House (1824)
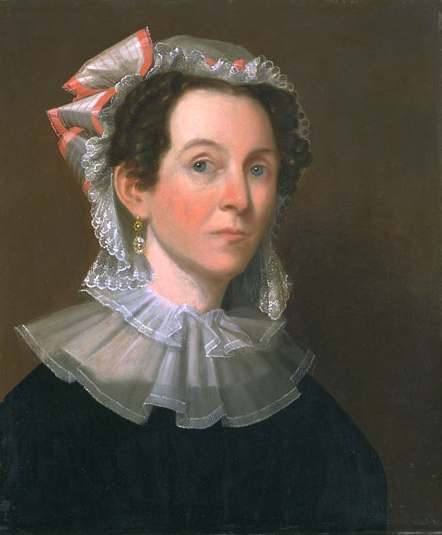
Elizabeth Bartlett Nolen (Mrs. Henry Nolen) (v. 1828)
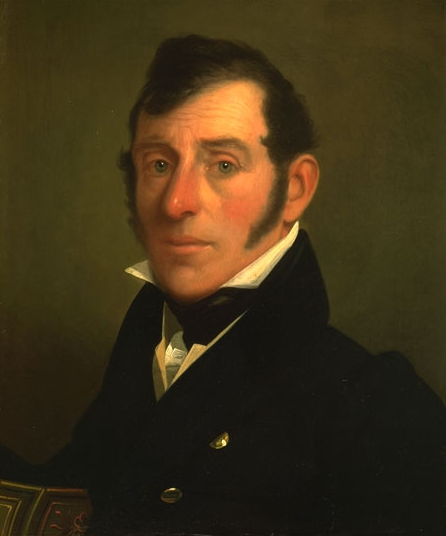
Henry Nolen (v. 1828)
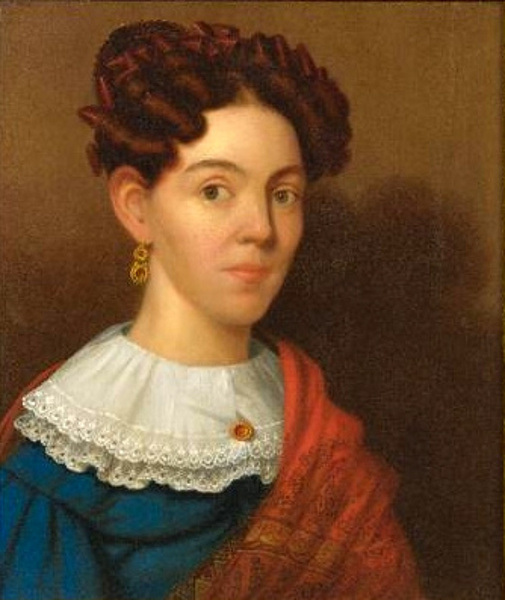
Dr. Lawson Myrick’s Wife (v. 1830)